# Американо (футбольный клуб, Сантус)
«Спорт-Клуб Американо» (порт.-браз. Sport Club Americano) — бывший бразильский футбольный клуб из города Сантус, штат Сан-Паулу.

## История
«Спорт-Клуб Американо» был основан 21 мая 1903 года в городе Сантус. Его основателями были Сизино Патуска, Америко Мартинс, Антонио Пинто, Мануэл Пайшан, А. Муньос и Армандо Пайшан. Они были членами другой местной команды — «Интернасьонала», которые приняли решение о создании другого клуба в Сантусе. Название было выбрано в честь лидера этой группы, Америко Мартинса дос Сантоса.
Первые годы «Американо» базировался в Сантусе, пока в 1908 году штаб-квартиру команды не перенесли в Сан-Паулу. Перенос был связан с трудностями, связанными с необходимостью регулярно ездить в столицу штата для участия в матчах. С 1907 года «Американо» стал участвовать в розыгрышах чемпионата штата Сан-Паулу. В первом же сезоне он занял второе место, поделив его с «Паулистано», а через год повторил это достижение. В 1912 году клуб выиграл свой первый титул чемпиона штата, а потом и второй. В 1914 году была основана команда «Сан-Бенту». И в этот клуб перешли все бразильские итальянцы, выступавшие за «Американо». Из-за этого клуб не смог выставить даже минимальный состав для участия в чемпионате штата. Последний раз «Американо» участвовал в чемпионате 1916 года. 3 декабря он проиграл «Коринтиансу» со счётом 0:3. Этот матч стал последним в истории клуба.

## Статистика
Выступления в чемпионате штата Сан-Паулу
| Сезон      | Место | Игры | Победы | Ничьи | Поражения | Голы забитые | Голы пропущ. | Очки |
| ---------- | ----- | ---- | ------ | ----- | --------- | ------------ | ------------ | ---- |
| 1907       | 2     | 10   | 4      | 3     | 3         | 20           | 17           | 11   |
| 1908       | 2     | 10   | 6      | 2     | 2         | 15           | 10           | 14   |
| 1909       | 3     | 10   | 2      | 5     | 3         | 10           | 13           | 9    |
| 1910       | 2     | 10   | 8      | 0     | 2         | 25           | 18           | 16   |
| 1911       | 2     | 8    | 5      | 1     | 2         | 29           | 15           | 11   |
| 1912       | 1     | 11   | 7      | 4     | 0         | 25           | 9            | 18   |
| 1913 (LPF) | 1     | 9    | 6      | 3     | 0         | 30           | 6            | 13   |
| 1915 (LPF) | 8     | 7    | 3      | 2     | 2         | 17           | 6            | 8    |

## Достижения
- Чемпион штата Сан-Паулу: 1912, 1913 (LPF)